# نیروگاه اتمی دوکوانی

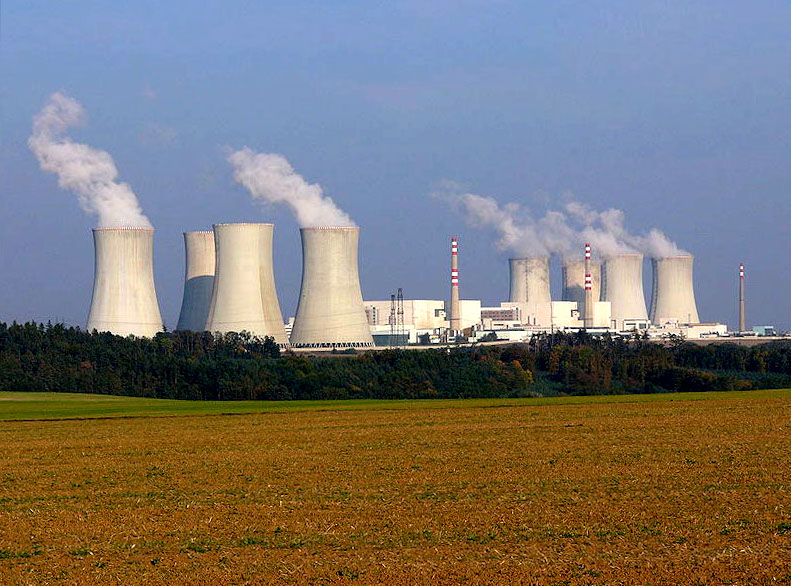
نیروگاه اتمی دوکوانی

نیروگاه اتمی دوکوانی (به چکی:Jaderná elektrárna Dukovany, JEDU, EDU) یکی از نیروگاه‌های اتمی جمهوری چک است که در جنوب شرقی موراوی نزدیک شهر تژیبیچ (Třebíč) واقع است. ظرفیت کامل تولید برق این نیروگاه ۲۰۰۰ مگاوات است. 
در سال ۲۰۱۱ این نیروگاه حدود ۱۴،۳۶۹ تراوات ساعت برق تولید کرد. این نیروگاه چهار بلوک دارد. حکومت چک می‌خواهد در سال‌های آینده بلوک دیگر بسازد. نزد نیروگاه اتمی مخزن آب با حجم ۱۲۷،۳ میلیون متر مکعب و نیروگاه خورشیدی واقع است. ظرفیت تولید برق این نیروگاه خورشیدی ۱۰ کلووات است.

## تاریخ
ساخت نیروگاه اتمی دوکوانی در سال ۱۹۷۸ در همکاری تحاد جماهیر شوروی سابق و چکسلواکی آغاز شد. در سال ۱۹۸۵ ساخت بلوک اول این نیروگاه به پایان رسید. در سال ۱۹۸۷ بلوک چهارم ساخته شد. 

## رآکتور هسته ای
نیروگاه اتمی دوکوانی چهار رآکتور آب تخت فشار از نوع روسی دارد. قدرت خروجی هر رآکتور ۵۰۰ مگاوات است. در بخش فعال رآکتور اتمی ۳۱۲ کارتریج است و در هر کارتریج ۱۲۶ میله سوخت است. این رآکتور از سوخت دی اکسید اورانیوم با غنای ۴،۲ در صد استفاده می‌کند. نیروگاه اتمی هشت برج خنک کننده دارد.